# Binh Dinh
Binh Dinh (på vietnamesiska Bình Định) är en provins i centrala Vietnam. Provinsen består av stadsdistriktet Qui Nhon (huvudstaden) och tio landsbygdsdistrikt: An Lao, An Nhon, Hoai An, Hoai Nhon, Phu Cat, Phu My, Tay Son, Tuy Phuoc, Van Canh samt Vinh Thanh. Produktionen av silke är stort i detta område.